# هزینه ثابت متوسط

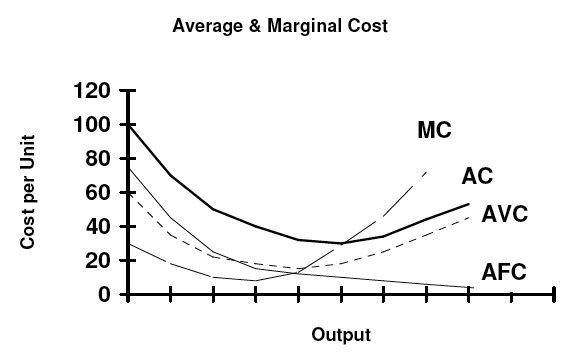
کوتاه اجرا منحنی هزینه صنعت کامپیوتر

هزینه ثابت متوسط (انگلیسی: Average fixed cost) در علم اقتصاد به هزینه ثابت تقسیم بر میزان تولید محصول اطلاق می‌شود.